# Winners Never Quit
Winners Never Quit — второй студийный альбом американской инди-рок группы Pedro the Lion. Он был выпущен 14 марта 2000 года лейблом Jade Tree. Его тематика повествует о коррумпированном, самодовольном политике и его более сладком, но таком же своенравном брате. Хотя Дэвид Базан играл на всех инструментах альбома, Трей Мэни (ударные) и Джош Голден (бас) присоединились к Базану в туре позже в том же году.
Альбом получил положительные отзывы критиков.

## Отзывы
| Совокупная оценка | Совокупная оценка |
| Источник          | Оценка            |
| ----------------- | ----------------- |
| Metacritic        | 72/100            |
| Оценки критиков   |                   |
| Источник          | Оценка            |
| AllMusic          | [ 2 ]             |
| Pitchfork         | 4.1/10            |
| Visions           | 7/12              |

Альбом получил положительные отзывы критиков.
Дэвид Дуайер из AllMusic написал: «Давид Базан свёл Pedro the Lion к самому себе, своему магнитофону и подвалу, и в звуковом плане результат получился отличный. Winners Never Quit — это странная басня о коррумпированном, самодовольном политике и его более сладком, но таком же своенравном брате. Открывающая композиция „Slow and Steady Wins the Race“ придаёт всей этой истории больше веса, чем она на самом деле заслуживает, и это лучшая песня в альбоме. В паре песен Базан вставляет примитивный рок-н-ролл, что придаёт Педро больше музыкального разнообразия; в остальном Базан придерживается того же любительского видения, которое он так хорошо использовал в „It’s Hard to Find a Friend“; не всегда это к лучшему. Интересный альбом, местами жутковатый, но за исключением потрясающей „Slow and Steady“, это просто диковинка».

## Список композиций
Все треки написал David Baza, кроме № 3, где соавтор Chris Pugmire.
1. «Slow and Steady Wins the Race» — 3:44
2. «Simple Economics» — 4:22
3. «To Protect the Family Name» — 5:29
4. «A Mind of Her Own» — 3:56
5. «Never Leave a Job Half Done» — 3:12
6. «Eye on the Finish Line» — 4:37
7. «Bad Things to Such Good People» — 3:24
8. «Winners Never Quit» — 5:16
Японский бонусный трек:
9. «Slow and Steady Wins the Race (альтернативная версия вместе с Беном Гиббардом)» — 3:20